# Николай Колев (етнолог)
Вижте пояснителната страница за други личности с името Николай Колев.
Николай Иванов Колев е български етнограф и етнолог.

## Биография
Роден е на 23 август 1940 г. в с. Страхилово. Завършва Българска филология в Софийския държавен университет през 1965 г., а след това етнология на европейските и извъневропейските народи във Виенския университет през 1965 г., защитавайки научната степен „доктор“ (Dr. Phil.) (1969).
От 1970 г. е преподавател по етнология в Историческия факултет на Великотърновския университет „Св. св. Кирил и Методий“ (1970 г. – асистент, 1973 г. – ст. асистент, 1974 г. – гл. асистент, 1984 г. – доцент). Курсовете, които води са „Етнология на България“, „История и теория на етнологията“ и курсът пред магистранти „Теренно етнографско изследване“.
Във ВТУ „Св. св. Кирил и Методий“ през 1973 г. получава степен „кандидат на историческите науки“ („доктор по история“). Следват специализации в Полша (1975) и Австрия (1981, 1994).
Ръководител на катедра „Стара и средновековна история“ (1974), заместник-декан на Историческия факултет (1982 – 1987), заместник-ректор на ВТУ (1990 – 1995).
Като гостуващ преподавател чете и в Пловдивския университет „Паисий Хилендарски“, Виенския университет, Университета в Грац, Австрия, Университета в Йена, Германия, Мюнхенския университет.
Извършва теренни изследвания в Украйна сред бесарабските българи (1994). Участва и в съвместен проект с Университета в Монпелие, Франция (2001).
Автор е на над 100 публикации в областта на българската етнология. Значими приноси има в проучването на традиционния транспорт и търговия, на празнично-обредната система на българите по цялата етническа територия.
Умира на 22 октомври 2013 г. във Велико Търново.